# Challenger-Klasse (1962)
Die Challenger-Klasse des Marad Design C4-S-57a war ein in elf Einheiten gebauter Schiffstyp der US-amerikanischen Reederei United States Lines. Sie leitete deren erstes großes Neubauprogramm der Nachkriegszeit ein.

## Geschichte
Den Schiffsentwurf gab die Reederei beim renommierten New Yorker Schiffsingenieurbüro Gibbs & Cox in Auftrag. Von der United States Maritime Administration (MARAD) erhielt der Typ  im Rahmen des Long Range Shipbuilding Program das Kürzel C4-S-57a. Der Bau der elf jeweils gut zehn Millionen US-Dollar teuren Schiffe wurde von der Reederei in zwei Losen bei den Werften Newport News Shipbuilding, Newport News und Bethlehem Steel Shipbuilding, Quincy in Auftrag gegeben, welche die Schiffsserie in den Jahren 1962 bis 1964 ablieferten. Einige der Schiffe wurden schließlich nach dem Ausscheiden von den United States Lines betriebenen Diensten an die MARAD zurückgegeben und im Laufe der 1980er Jahre Bestandteil der National Defense Reserve Fleet (NDRF). Die meisten Schiffe der Klasse gingen inzwischen zur Verschrottung.

## Technik
Das C4-S-57a Design stellte beim Bau einen zeitgemäßen Stückgutschiffsentwurf mit kurz hinter der Schiffsmitte liegendem Brückenhaus, stark vornüberfallendem Steven mit Bugwulst und einem scharf auslaufenden Heck dar.
Die Aufteilung der sechs Laderäume war die eines herkömmlichen Stückgutschiffs, wies aber in vielerlei Hinsicht moderne Details auf. Die Lukendeckel mit großem Decksöffnungsgrad auf dem Hauptdeck sollten im Zusammenhang mit den großen hydraulischen Zwischendecksluken einen problemlosen vertikalen Zugang zur Ladung gewährleisten. Die Umschlageinrichtungen bestanden aus zeitgemäßen Ladebäumen. Die Schiffe verfügten über teilweise auf Kühlladung ausgelegte Laderäume und zusätzliche Tieftanks (teils aus Edelstahl) unter einigen Laderäumen für flüssige Ladungen.
Die Aufbauten waren komplett klimatisiert.
Der Schiffstyp erreichte durch seinen Getriebedampfturbinenantrieb Geschwindigkeiten von gut 21 Knoten.

## Übersicht
Es wurden elf Schiffe der Challenger-Klasse gebaut.
| MARAD Typ C4-S-57a | MARAD Typ C4-S-57a             | MARAD Typ C4-S-57a  | MARAD Typ C4-S-57a                  |
| Indienststellung   | Werft/Baunummer                | Bauname             | Umbenennungen und Verbleib          |
| ------------------ | ------------------------------ | ------------------- | ----------------------------------- |
| 1962               | Newport News Shipbuilding/556  | Pioneer Moon        | → 1988 abgebrochen                  |
| 1962               | Newport News Shipbuilding/557  | American Challenger | → 1988 abgebrochen                  |
| 1962               | Newport News Shipbuilding/5584 | American Charger    | → 1988 abgebrochen                  |
| 1963               | Newport News Shipbuilding/559  | American Champion   | → 1987 abgebrochen                  |
| 1963               | Bethlehem Steel/560            | American Chieftain  | → 1988 abgebrochen                  |
| 1963               | Bethlehem Steel/1684           | American Courier    | → 1986 abgebrochen                  |
| 1963               | Bethlehem Steel/1685           | American Commander  | 1981 als Pioneer Commander zur NDRF |
| 1963               | Bethlehem Steel/1686           | American Corsair    | → 1986 abgebrochen                  |
| 1964               | Bethlehem Steel/1687           | American Contractor | → 2009 abgebrochen                  |
| 1964               | Bethlehem Steel/1688           | American Contender  | → abgebrochen                       |
| 1964               | Bethlehem Steel/1689           | American Crusader   | 1981 als Pioneer Crusader zur NDRF  |